# 赫維茲代茨

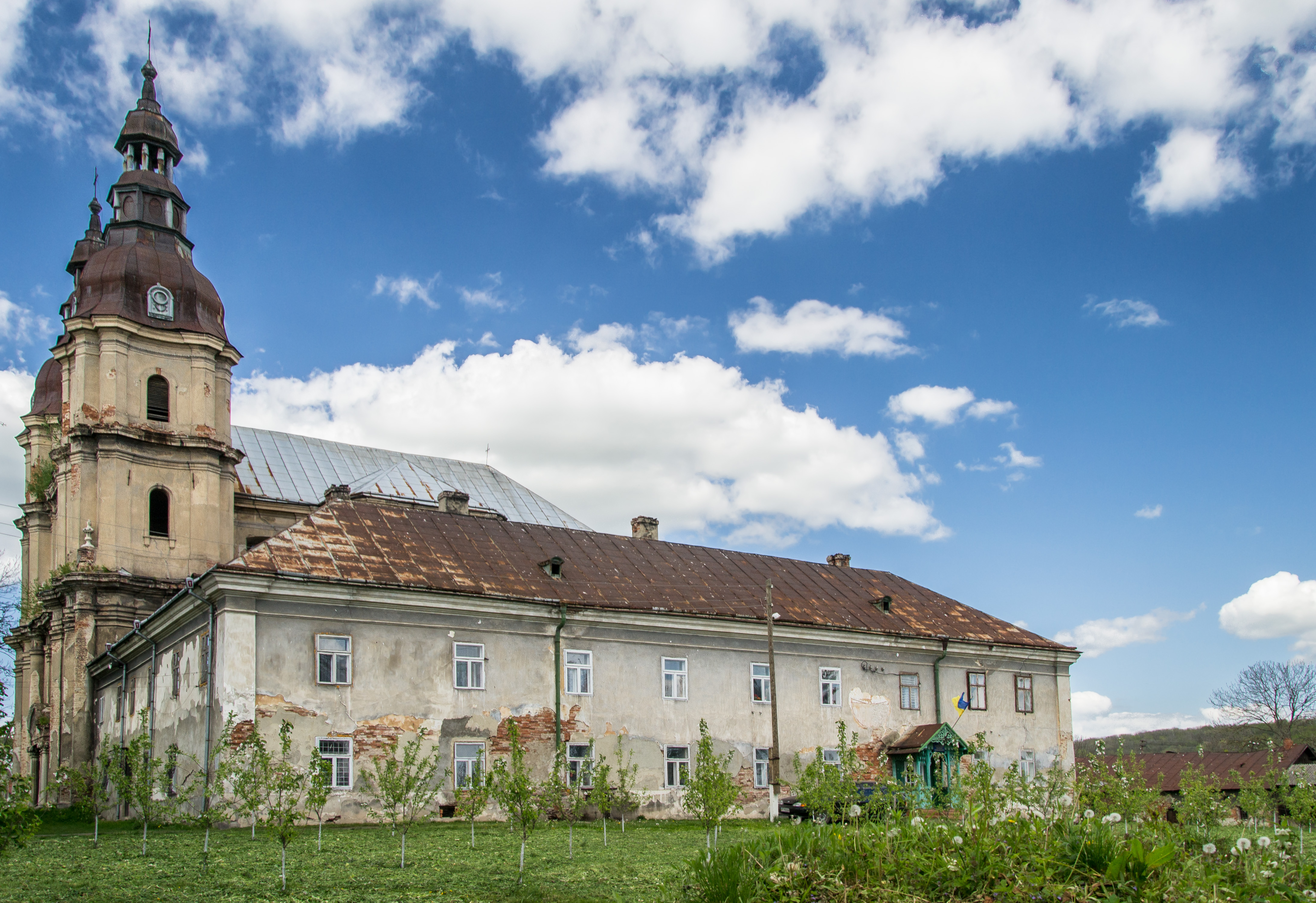

赫維茲代茨，又按俄语名译为格沃兹杰茨，是烏克蘭西部伊萬諾-弗蘭科夫斯克州科洛梅亞區赫维兹代茨市镇内的市級鎮及其行政中心。處於喬爾尼亞瓦河右岸，面積2.22平方公里，2011年人口1,931，人口密度每平方公里870人。

## 外部连接
- веб-сайт селища Гвіздець — Історія містечка. Персоналїї （页面存档备份，存于）